# Éric au chapeau venteux
Éric au chapeau venteux  (suédois Erik (Edmundsson) Väderhatt ) est un souverain suédois qui, selon la légende, faisait changer les vents en tournant son bonnet sur sa tête afin de montrer au démon, avec qui il avait signé un pacte, de quel côté il les voulait. 
Sa position dans la lignée des rois suédois est mystérieuse et il est donc considéré comme identifié avec Éric IV Anundsson ou, selon la Gesta Danorum , l'un des fils de Ragnar Lodbrok et de Suanlogha